# Famille von Thieren
Cette page explique l’histoire ou répertorie les différents membres de la famille von Thieren.
von Thieren est le patronyme d'une ancienne famille de la noblesse suédoise et germano-balte.

## Histoire
La famille remonte à Hans Tyr ou Thier, membre de la guilde des Têtes Noires et citoyen de Tallinn mort en 1593.

## Membres notables
- Hans II von Thieren (1575-1658), conseiller, maire de Tallinn  (1640). Intégré à la noblesse suédoise en 1652. Père du suivant.
- Berend von Thieren (1660-1693), conseiller puis chambellan (1689-1693) de Tallinn.
- Johann von Thieren, maire de Tallinn (1640–1657).
- Johann von Thieren (1667°), membre de la Grande Guilde de Tallinn.
- Christian von Thieren (1670-1742), conseiller, chambellan (1710-1729), maire (1729-1739) puis maire émérite de Tallinn (1739), seigneur de Merjama et Joeggis.
- Jobst von Thieren (Thier) (fl. 1658-1681), commissaire général des guerres (Oberkriegskommissar) de l'armée suédoise.
- Bernhard von Thieren (1672°), assesseur de la Cour de justice de Tallinn.
- Wolmar von Thieren (1705-1758), ingénieur-capitaine (Ingenieur-Kapitän)
- Joachim Johann von Thieren (1704-1798), professeur de droit et de mathématique.

## Sources
- Samfundet for Dansk genealogi og personalhistorie: Personalhistorisk tidsskrift, Volumes 1992 à 1994
- H. von Mickwitz: Baltische Familiengeschichtliche Mitteilungen, 1936 ("Genealogie der ausgestorbenen Familie von Thieren", (1936) N. 3, S. 41-47 )
- FamilySearch